# Centre algérien du développement du cinéma
Le Centre algérien du développement du cinéma (CADC) en (arabe : المركز الوطني لتطوير السينيما) est une société publique algérienne créée en 2010 par un décret présidentiel.
Sa mission est de développer et de promouvoir l'industrie cinématographique algérienne, ainsi que de soutenir la production et la diffusion de films algériens.

## Historique
Le CADC a été créée en 2010, sous l'impulsion du président Abdelaziz Bouteflika, qui avait pour ambition de faire du cinéma un vecteur de développement économique et culturel pour le pays. Depuis sa création, le CADC a contribué au développement de la production cinématographique en Algérie en soutenant financièrement et techniquement les réalisateurs locaux.

## Missions et objectifs
Le CADC est impliqué dans toutes les étapes de la production cinématographique. 
En juin 2025, les activités et missions du Centre national de l'industrie cinématographique sont transférées au CADC. Ses missions sont alors redéfinies par l'article 6 du décret exécutif n° 25-161 du 10 juin 2025 « portant réorganisation du centre algérien de développement du cinéma ».

## Production
Voici quelque films produits par le CADC :
- El Achiq

- La Dernière Reine
- Jennia
- Boumla
- Desert rose